# 狄厄斯
狄厄斯（Dies，/ˈdaɪ.iːz/）是羅馬神話中（拉丁語“diēs” “day”）戴（day）的化身。她是混亂和憂鬱的女兒，對應於希臘女神赫梅拉。
.

## 家庭
根據羅馬神話學家希吉努斯的說法，混亂和憂鬱是黑夜（Nox）、狄厄斯、厄瑞玻斯（黑暗）和埃忒耳的父母。西塞羅說埃忒耳和狄厄斯是凱路斯（天空）的父母。同時，希吉努斯說，除了凱洛斯之外，埃忒耳和狄厄斯也是泰拉（Terra，地球）和海洋（Mare）的父母。西塞羅還說，狄厄斯和凱路斯是墨丘利的父母，對應於羅馬的荷米斯。

## 名稱
拉丁語名詞"diēs"基於原始義大利語受格的單數"*dijēm"，其本身源於原始印歐語的詞根"*dyeu-"，表示"白天的天空"或"白天的亮度"（與夜晚的黑暗形成對比）。對應的原始的印歐神是"*帝烏斯"。

## 註解
1. ↑  . 牛津英語詞典 (第三版). 牛津大學出版社. 2005-09 （英语）.
2. ↑  Hyginus, Fabulae Theogony 1 (Smith and Trzaskoma, p. 95).
3. ↑  Cicero, De Natura Deorum 3.44.
4. ↑  Hyginus, Fabulae Theogony 1–2 (Smith and Trzaskoma, p. 95).
5. ↑  Cicero, De Natura Deorum 3.56.
6. ↑  de Vaan 2008，第170頁.
7. ↑  West 2007，第167頁.

## 外部連結
- 维基词典中的词条「Dies」